# Mitch Nichols
Mitchell Ian "Mitch" Nichols (ur. 1 maja 1989 w Southport) – australijski piłkarz występujący na pozycji pomocnika. Zawodnik klubu Brisbane Roar.

## Kariera klubowa
Nichols jest wychowankiem zespołu Palm Beach Sharks, gdzie treningi rozpoczął w 1994 roku. W 2007 roku został włączony do jego pierwszej drużyny. W tym samym roku trafił do Queensland Roar z A-League. Zadebiutował tam 2 września 2007 roku w zremisowanym 1:1 pojedynku z Newcastle United Jets. 23 listopada 2008 roku w wygranym 4:1 spotkaniu z Perth Glory strzelił pierwszego gola w A-League. W 2009 roku Queensland Roar zmienił nazwę na Brisbane Roar. W 2011 roku Nichols wywalczył z nim mistrzostwo A-League.

## Kariera reprezentacyjna
W pierwszej reprezentacji Australii Nichols zadebiutował 5 marca 2009 roku w przegranym 0:1 meczu eliminacji Pucharu Azji 2011 z Kuwejtem. W tym samym roku wraz z kadrą U-20 wziął udział w Mistrzostwach Świata, które Australia zakończyła na fazie grupowej.